# Мохамед Беавогі
Мохамед Беавогі (15 серпня 1953 , Porédakad, Маму ) — виконувач обов'язків прем'єр-міністра Гвінеї 6 жовтня 2021 — 17 липня 2022.

## Біографія
Народився у серпні 1953 року в Поредаку, у родині дипломата та племінника колишнього голови Комісії Африканського союзу Теллі Діалло. 
В 1972 році вступив до Університету імені Гамаля Абдель Насера у Конакрі. 
Потім здобув ступінь магістра інженерії у Санкт-Петербурзькому політехнічному університеті Петра Великого в СРСР та ступінь з менеджменту у Школі управління ім. Джона Ф. Кеннеді при Гарвардському університеті у Сполучених Штатах Америки
.
1982 — 1986 працював у Нігерії, перш ніж був прийнятий на роботу як консультант Продовольчої та сільськогосподарської організації ООН. 
В 1998 році був призначений регіональним директором ООН із Західної та Центральної Африки. 
В 2015 був призначений директором Африканського фонду нарощування потенціалу
.
6 жовтня 2021 року, через місяць після військового перевороту у Гвінеї в 2021 році, тимчасовий президент Гвінеї Мамаді Думбуя призначив Мохамеда Беавогі виконуючим обов'язки прем'єр-міністра
.